# 北韋伯斯特 (印第安納州)
北韋伯斯特（英語：North Webster）是一個位於美國印地安納州科西阿斯科縣的城鎮。

## 人口
根據2010年美國人口普查的數據，北韋伯斯特的面積為2.13平方千米，當中陸地面積為2.10平方千米，而水域面積為0.03平方千米。當地共有人口1146人，而人口密度為每平方千米538人。